# بنجامين تايلور
بنجامين تايلور (16 يونيو 1873 - 24 أغسطس 1938) (بالإنجليزية: Benjamin Taylor)‏ هو لاعب كريكت بريطاني.